# Bokenäs landskommun
Bokenäs landskommun var en tidigare kommun i dåvarande  Göteborgs och Bohus län.

## Administrativ historik
Bokenäs landskommun bildades i Bokenäs socken i Lane härad i Bohuslän, när 1862 års kommunalförordningar började gälla.   
Vid kommunreformen 1952 uppgick kommunen i Skaftö landskommun som upplöstes 1971 då denna del uppgick i Uddevalla kommun.

## Politik

### Mandatfördelning i Bokenäs landskommun 1938-1946
| 7 | 5 | 6 |

| 18 |

| 6 | 1 | 8 | 3 |

| 18 |

| 4 | 8 | 6 |

| 18 |